# Britain Dalton
Pour les articles homonymes, voir Dalton.
Britain Dalton, né le 12 décembre 2001, est un acteur américain célèbre pour son interprétation de Lo'ak, le fils cadet de Jake Sully et Neytiri, dans le film de science-fiction Avatar : La Voie de l'eau (2022). Il prêtera également sa voix au narrateur dans les trois suites du film.

## Carrière
Il a commencé à jouer en tant que comédien après qu'un étudiant en cinéma l'ait repéré en train de faire des tours de cartes pour une foule dans la rue. L'étudiant lui a demandé de passer une audition pour le rôle principal dans un film de l'université Chapman intitulé Jude's Tribute. Dalton a ensuite tourné dans Avatar : La Voie de l'eau et Avatar: Fire and Ash avec le réalisateur James Cameron.

## Filmographie
Sauf indication contraire, les informations mentionnées dans cette section peuvent être confirmées par les bases de données cinématographiques IMDb et Allociné,  présentes dans la section « Liens externes ».

### Cinéma
- 2017 : Actors Anonymous : Sean jeune
- 2017 : Thumper de Jordan Ross : Dean
- 2018 : Ready Player One de Steven Spielberg : un lycéen
- 2022 : Avatar : La Voie de l'eau de James Cameron : Lo'ak Sully
- 2022 : Dark Harvest de David Slade : Jim Shephard
- 2024 : Avatar 3 (Avatar: Fire and Ash) de James Cameron : Lo'ak Sully
- 2026 : Avatar 4 de James Cameron : Lo'ak Sully

### Télévision
- 2015 : Esprits criminels : Billy Hawkins
- 2016 : Goliath : Jason Larson (8 épisodes)